# Lophostoma aequatorialis
Lophostoma aequatorialis is een zoogdier uit de familie van de bladneusvleermuizen van de Nieuwe Wereld (Phyllostomidae). De wetenschappelijke naam van de soort werd voor het eerst geldig gepubliceerd door Baker, Fonseca, Parish, Phillips & Hoffmann in 2004.

## Voorkomen
De soort komt voor in Ecuador.